# Переселенцев, Анатолий Андреевич
Анатолий Андреевич Переселенцев (1889–1956) — российский гребец.

## Биография
Переселенцев родился в богатой семье и занялся греблей в 1903 году. В 1909 году родители отправили его в Германию и Францию изучать коммерцию. Он вернулся в Россию в 1914 году и ушел с соревнований в 1923 году, выиграв свой последний титул чемпиона России в двойных веслах с Яковом Шестоперовым. Затем он тренировал гребцов в московском «Спартаке» и Российском государственном университете физической культуры, спорта, молодежи и туризма, используя французские учебники, которые он перевел на русский язык.
Соревнуясь в одиночном катании, он выиграл как чемпионат России (1908, 1909 и 1914), так и чемпионат Франции. В 1913 году он также выиграл титул чемпиона Европы в двойных веслах вместе с Анри Барле был дисквалифицирован в гонке в одиночном весле вместе с Джузеппе Синигальей.
Согласно "линии ЦК" по переходу от физкультуры к состязательному спорту, несмотря на буржуазное происхождение, с 1924 г. был востребован как тренер и до 1927 г. находился под покровительством Бориса Бажанова, помощника И.В. Сталина и секретаря ЦК, инициировавшего данную линию.
В 1941 году был арестован в рамках сталинских политических репрессий и освобожден в 1948 году. Он умер в 1956 году.
Переселенцев был женат дважды, сначала на Нине Тепляковой, которая была ведущей советской теннисисткой, а затем на Кате, женщине на 15 лет моложе его.